# Dibrachichthys
Dibrachichthys is een geslacht van straalvinnige vissen uit de familie van de voelsprietvissen (Tetrabrachiidae).

## Soort
- Dibrachichthys melanurus Pietsch, Johnson & Arnold, 2009